# Bernhard Heinrich von der Hude (Geistlicher, 1681)
Bernhard Heinrich von der Hude (* 15. September 1681 in Lübeck; † 3. November 1750 ebenda) war ein deutscher evangelisch-lutherischer Geistlicher und Hauptpastor an St. Marien zu Lübeck.

## Leben

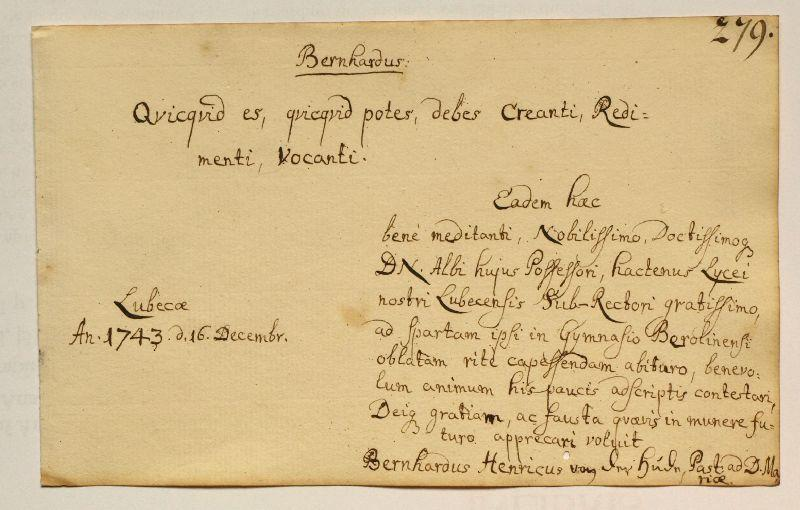
Eintrag Bernhard Heinrichs von der Hude im Stammbuch von Johann Friedrich Behrendt, 16. Dezember 1743

Bernhard Heinrich von der Hude entstammte dem weitläufigen bremischen Ministerialen- und Kaufmannsgeschlecht von der Hude, von dem ein Zweig seit dem 16. Jahrhundert in Lübeck als Zinngießer tätig war, und war ein Sohn von H(e)inrich von der Hude und seiner Frau Catharina, geb. Timmermann. Nach dem Besuch des Katharineums zu Lübeck studierte er ab 1701 Evangelische Theologie, zunächst an der Universität Jena, dann ab Oktober 1703 an der Universität Leipzig. 1713 wurde er nach Examen durch den Superintendenten Georg Heinrich Götze zum Prediger an der Marienkirche berufen. Am 7. November 1743 als Nachfolger des verstorbenen Jacob von Melle zum Hauptpastor gewählt, wurde er am 10. November 1743 durch Superintendent Johann Gottlob Carpzov in sein Amt eingeführt.  Sein Nachfolger als Prediger wurde Christoph Anton Erasmi.
Bernhard Heinrich von der Hude wurde Stammvater eines Lübecker Pastoren- und Senatorengeschlechts. Er war seit dem 24. September 1714 verheiratet mit Sophia, geb. Balemann, einer Tochter seines Kollegen an St. Marien, des Archidiacons (2. Pastor) Franziskus Balemann. Von den Kindern des Paares wurde Hinrich (Bernhard Heinrich von der Hude (1731–1795)) ebenfalls Theologe und 1775 Hauptpastor an St. Marien; ihm folgte 1800 der Enkel Bernhard Heinrich von der Hude (Geistlicher, 1765).
Ihm wurde ein Epitaph in der Marienkirche gesetzt, das ein von seinem Bruder Jürgen Matthias von der Hude gemaltes Porträt enthielt und an der Südseite der Marientiden-Kapelle der Marienkirche hing; es ist 1942 beim Luftangriff auf Lübeck verbrannt.

## Werke
- Exercitatio theol. de baptismo, in domo Cornelii peracto. Lübeck 1713

Digitalisat, Bayerische Staatsbibliothek